# Пандемија ковида 19
Пандемија ковида 19 (енгл. Pandemic of COVID-19) је пандемија коронавирусне болести 2019 (COVID-19) која је избила у Вухану у Кини и коју карактеришу инфекција дисајних путева и упала плућа. Епидемија је проглашена почетком децембра у граду Вухан у централној Кини. Обољење изазива вирус породице вируса корона под називом SARS-CoV-2, што представља друго ширење инфективне болести из ове групе вируса након епидемије SARS-a 2002. и 2004. године. Пренос SARS-CoV-2 вируса са човека на човека потврдила је Светска здравствена организација (СЗО) 23. јануара 2020. године, а пандемију је прогласила 11. марта. Пандемија је захватила 185 од 193 (95,8%) држава чланица Уједињених нација (УН) и обе државе посматраче Генералне скупштине УН.
Инфекција се међу људима преноси капљичним путем. Период инкубације је најчешће око пет дана, а креће се од једног до 14 дана. Најчешћи знакови и симптоми су повишена температура, сув кашаљ, малаксалост, стварање испљувака и кратак дах. Најтеже компликације могу бити упала плућа и акутни респираторни дистрес синдром. Као мере превенције се препоручују прање руку и социјално дистанцирање. Циљ превентивних мера на популационом нивоу би, у склопу приступа „равњање кривуље”, требало да буде смањење броја оболелих у истом тренутку како се не би премашили капацитети здравственог система.
Многе земље су прогласиле ванредно стање, а са циљем сузбијања пандемије предузеле мере карантина, полицијског часа и затварања граница. Крајем марта 2020. године, готово четвртина светске популације је била у карантину. Школе и универзитети су затворени у више од 160 земаља, што се одразило на преко милијарду и по ученика и студената (91%) широм света. Пандемија је довела до глобалних социоеконoмских поремећаја у свету. Бројни међународни скупови, културни и религијски догађаји су одложени или отказани, а календар глобалног спорта је претрпео највеће промене након Другог светског рата. СЗО је, такође, упозорила и на „инфодемију” због учесталог ширења лажних вести и теорија завере везаних за ово обољење.

## Порекло епидемије
Први случај вероватно настаје преношењем вируса са животиње на човека, што је вероватно био слепи миш са тржишта у Вухану. У привременом документу објављеном  23. јануара о првим резултатима секвенцирања генома вируса, чланови Института за вирусологију у Вухану, болнице Вухан Јиниинтан, Универзитета Кинеске академије наука и Центра за контролу и превенцију болести у провинцији Хубеи показују да је геном вируса 2019-nCoV 96% идентичан вирусу корона код шишмиша. Иако подаци показују да је шишмиш преносилац вируса, ова информација није још увек потпуно утврђена. А подаци којима се барата су у доброј мери слични са пандемијом вируса САРС од 2003—2004. године.

## Знаци и симптоми
Они инфицирани могу бити асимптоматски или развити симптоме попут врућице, кашља, умора, недостатка даха или болова у мишићима. Преглед 55924 лабораторијски потврђених случајева у Кини, показао је следеће типичне знакове и симптоме: врућица (87,9% случајева), сув кашаљ (67,7%), умор (38,1%), стварање испљувака (33,4%), краткоћа даха (18,6%), грлобоља (13,9%), главобоља (13,6%), болови у мишићима или бол у зглобовима (14,8%), зимица (11,4%), мучнина или повраћање (5,0%), назална конгестија (4,8%), пролив (3,7%), хемоптиза (0,9%) и загушење коњунктива (0,8%).
Даљи развој може довести до тешке упале плућа, синдрома акутног респираторног дистреса, сепсе, септичког шока и смрти. Неки од заражених могу бити асимптоматски, враћају се резултати испитивања који потврђују инфекцију, али не показују клиничке симптоме, па су истраживачи издали савет да особе које су у блиском контакту са потврђеним зараженим пацијентима морају бити пажљиво надгледане и прегледане како би се искључила инфекција.
Период инкубације (време између инфекције и појаве симптома) креће се од једног до 14 дана, мада је најчешће пет дана. Међутим, пријављено је да један случај имао период инкубације од 27 дана.

## Превенција
Да би умањили шансе да се заразе, здравствене организације препоручују избегавање блиског контакта са болесним појединцима; често прање руку сапуном и водом; не дирање очију, носа или уста непраним рукама; и вежбање добре респираторне хигијене.
Онима који су већ заражени саветује се да остану код куће, осим када треба да се побрину за медицинску негу, позовите унапред пре посете лекару, носе маску за лице (нарочито у јавности), прекривају кашаљ и кихање марамицом, редовно перу руке сапуном и водом и избегавајте дељење личних предмета у домаћинству.
За здравствене раднике који воде рачуна о некоме ко може бити заражен препоручују се стандардне мере предострожности, мере предострожности за контакт и препоруке за ваздух уз заштиту очију.

### Прање руку
Препоручује се прање руку да би се спречило ширење вируса корона. Центри за контролу и превенцију болести препоручују појединцима:
- Често перите руке сапуном и водом најмање 20 секунди, посебно након одласка у тоалет; пре јела; и након истресања носа, кашљања или кијања.
- Ако сапун и вода нису лако доступни, користите средство за прање руку на бази алкохола са најмање 60% алкохола. Увек перите руке сапуном и водом ако су руке видно прљаве.

Центри за контролу и превенцију болести, Национална здравствена служба и Светска здравствена организација такође саветују појединце да не додирују очи, нос или уста неопраним рукама.

### Респираторна хигијена
Здравствена тела препоручују појединцима да покривају уста и нос марамицом током кашљања или кијања (коју би требало одмах одложити), или рукавом ако марамица није доступна.
Појединцима који могу бити заражени саветује се ношење хируршке маске. Маске за лице могу ограничити јачину и пут путовања капи које се распршују током разговора, кихања и кашљања. Светска здравствена организација је издала најбоље праксе за употребу маски:
- Пажљиво ставите маску да прекрије уста и нос и водите рачуна да не постоје празнине између вашег лица и маске.
- Избегавајте додиривање маске док је користите; ако то радите, очистите руке трљањем руку или сапуном на бази алкохола.
- Замените маску новом ако је влажна и не користите маске за једнократну употребу.
- Скините маску одострага (не додирујте предњу страну маске); одбаците одмах у затворену канту; очистите руке трљањем руку или сапуном на бази алкохола.
- Болести респираторног система (на пример астма) и болести кардиоваскуларног система могу бити контраиндикације за употребу маски.

Маске се такође препоручују за употребу онима који брину о некоме ко може имати болест.

### Самоизолација
Поред горе поменутих упутстава о прању руку и хигијени дисајних путева, јавна здравствена тела су такође саветовала да би особе које сумњају да би могле да заразе вирусом корона ограничиле активности изван куће, осим добијања медицинске неге (за коју би пацијенти требало да позову унапред):
Најчешће коришћена дужина ових периода била је 14 дана (две недеље), јер је уједно и процењени временски оквир између инфекције и почетка симптома.

### Вакцине
Од јануара 2021. године су доступне следеће вакцине за грађане против Ковида 19:
- Синофарм (кинеска вакцина) - 86% ефикасна у спречавању Ковид 19 болести након примљене друге дозе.
- Синовак (кинеска вакцина) - 50,4% ефикасна у спречавању Ковид 19 болести након примљене друге дозе.
- Фајзер-Бионтек (америчко-немачка вакцина) - 95% ефикасна у спречавању Ковид 19 болести након примљене друге дозе.
- Спутник V (руска вакцина) - 91,6% ефикасна у спречавању Ковид 19 болести након примљене друге дозе, 100% против тешких облика болести.
- Модерна (америчка вакцина) - 94,1% ефикасна у спречавању Ковид 19 болести након примљене друге дозе.
- АстраЗенека (Уједињено Краљевство) - 90% ефикасна у спречавању Ковид 19 болести након примљене друге дозе.
- Џонсон & Џонсон (америчка вакцина) - 85% ефикасна у спречавању Ковид 19 болести након примљене друге дозе.

## Терапија у развоју
Од средине 2021. године, за лечење блажих облика Ковид 19 болести користе се следећи лекови:
- Ремдесивир
- Дексаметазон
- Фавипиравир
- Бамланивимаб
- Молнупиравир.

## Еволуција епидемије у Кини

### Појава и ширење у Кини
Први пријављени случајеви били су од људи који раде на великопродајној пијаци морских плодова у Вухану. Кинески научници су потом изолирали, пресликали и ставили на располагање његов генетски низ. Патоген је вирус породице корона чија је генетска секвенца је слична у 80% вирусу САРС-у.
Први симптоми вируса су се појавили 8. децембра. Тржиште је било затворено 1. јануара и особе са симптомима су изоловане. Прва смрт се догодила код 61-годишњег пацијента у Вухану. 16. јануара, кинеске власти објавиле су да је још један 69-годишњак, чија је болест потврђена, умро дан раније у Вухану.
Научни часопис the Lancet објавио је да су се први симптоми вируса појавили 11. децембра и то ван тржишта у Вухану као и трећина оболелих након епидемије, што поставља сумњу епидемије која је можда избила и пре првог случаја на тржишту.
Пренос са човека на човека потврђен је 20. јануара. Светска здравствена организација (СЗО) упозорила је да се може догодити већа епидемија. Повећани ризик од ширења био је током сезоне путовања у Кину поводом Кинеске Нове године.

## Мере изолације у Кини

### Провинција Хубеи[35]
| Град     | Датум карантина | Популација |
| -------- | --------------- | ---------- |
| Вухан    | 23. јануар 2020 | 11 081 000 |
| Хуанганг | 23. јануар 2020 | 6 630 000  |
| Eзхо     | 23. јануар 2020 | 1 007 700  |
| Шиби     | 24. јануар 2020 | 490 900    |
| Јингзу   | 24. јануар 2020 | 5 590 200  |
| Зиијанг  | 24. јануар 2020 | 497 600    |
| Јичанг   | 24. јануар 2020 | 4 135 900  |

Дана 22. јануара, кинеска влада ставља под карантин три града провинције Хубеи која су посебно погођена вирусом и од којих би они могли бити колијевка вируса. Како би се контролисали ризици од пандемије, Вухан, Хуанганг и Eзхоу, су стављени под карантин. Кинеске власти су забраниле сав ваздушни, железнички, друмски и речни саобраћај ка и из ова три града, у оквиру којих је јавни превоз (аутобус, метро) такође обустављен.
Власти такође наређују затварање јавних забавних места попут биоскопа, позоришта, па чак и сајбер кафеа. Свим становницима је наређено да не напуштају град осим ако им власти не дозволе. Здравствена управа у Вухану обавезује ношење маске на јавним местима. 25. јануара, кинеске власти проширују карантинску зону на готово читаву провинцију Хубеиа.

### Напредовање вируса корона у Кини
Хонг Конг и Макао проглашавају прве случајеве 22. јануара. Почетком фебруара, број умрлих у Кини премашио је број епидемије САРС-а.

## Глобално ширење вируса корона
| Држава/територија                       | Зар.        | Умр.      | Опор.     | Р               |
| УКУПНО: 225                             | ≈ 3.200.000 | ≈ 230.000 | ≈ 970.000 | [ 36 ] [ 37 ]   |
| --------------------------------------- | ----------- | --------- | --------- | --------------- |
| Сједињене Државе                        | 1.063.600   | 61.472    | 123.022   | [ 38 ]          |
| Шпанија                                 | 212.917     | 24.275    | 108.947   | [ 39 ]          |
| Италија                                 | 203.591     | 27.682    | 71.252    | [ 40 ] [ 41 ]   |
| Уједињено Краљевство                    | 165.221     | 26.097    | —         | [ 42 ] [ 43 ]   |
| Њемачка                                 | 161.539     | 6.467     | 113.386   | [ 44 ] [ 45 ]   |
| Француска                               | 128.442     | 24.087    | 48.228    | [ 46 ]          |
| Турска                                  | 117.589     | 3.081     | 44.022    | [ 47 ]          |
| Русија                                  | 99.399      | 972       | 10.286    | [ 48 ]          |
| Иран                                    | 93.657      | 5.957     | 73.791    | [ 49 ]          |
| Кина                                    | 82.862      | 4.633     | 77.610    | [ 50 ]          |
| Бразил                                  | 79.361      | 5.511     | 34.132    | [ 51 ] [ 52 ]   |
| Канада                                  | 51.597      | 2.996     | 20.327    | [ 53 ]          |
| Белгија                                 | 47.859      | 7.501     | 11.283    | [ 54 ]          |
| Холандија                               | 38.802      | 4.711     | —         | [ 55 ]          |
| Перу                                    | 33.931      | 943       | 10.037    | [ 56 ] [ 57 ]   |
| Индија                                  | 33.050      | 1.074     | 8.325     | [ 58 ]          |
| Швајцарска                              | 29.407      | 1.408     | 23.100    | [ 59 ] [ 60 ]   |
| Еквадор                                 | 24.675      | 883       | 1.720     | [ 61 ] [ 62 ]   |
| Португалија                             | 24.505      | 973       | 1.470     | [ 63 ]          |
| Саудијска Арабија                       | 21.402      | 157       | 2.953     | [ 64 ]          |
| Шведска                                 | 20.302      | 2.462     | 1.435     | [ 40 ] [ 65 ]   |
| Ирска                                   | 20.253      | 1.190     | 9.233     | [ 66 ]          |
| Мексико                                 | 16.752      | 1.569     | 2.627     | [ 67 ]          |
| Израел                                  | 15.834      | 215       | 7.929     | [ 68 ]          |
| Сингапур                                | 15.641      | 14        | 1.188     | [ 69 ] [ 70 ]   |
| Пакистан                                | 15.525      | 343       | 3.425     | [ 71 ]          |
| Аустрија                                | 15.364      | 580       | 12.779    | [ 72 ] [ 73 ]   |
| Чиле                                    | 14.885      | 216       | 8.057     | [ 74 ]          |
| Јапан                                   | 14.119      | 435       | 3.187     | [ 75 ] [ 76 ]   |
| Белорусија                              | 13.181      | 84        | 2.072     | [ 77 ]          |
| Пољска                                  | 12.640      | 624       | 23.025    | [ 40 ] [ 78 ]   |
| Катар                                   | 12.564      | 10        | 1.243     | [ 79 ]          |
| Румунија                                | 11.978      | 681       | 3.569     | [ 80 ] [ 81 ]   |
| УАЕ                                     | 11.929      | 98        | 2.329     | [ 82 ]          |
| Јужна Кореја                            | 10.765      | 247       | 9.059     | [ 83 ]          |
| Украјина                                | 9.866       | 250       | 1.103     | [ 84 ]          |
| Индонезија                              | 9.771       | 784       | 1.391     | [ 85 ]          |
| Данска                                  | 9.008       | 443       | 6.366     | [ 86 ]          |
| Србија                                  | 8.724       | 173       | 1.292     | [ 87 ]          |
| Филипини                                | 8.212       | 558       | 1.023     | [ 88 ]          |
| Норвешка                                | 7.710       | 207       | —         | [ 89 ]          |
| Чешка                                   | 7.579       | 227       | 3.108     | [ 90 ]          |
| Бангладеш                               | 7.103       | 163       | 150       | [ 91 ]          |
| Аустралија                              | 6.746       | 90        | 5.685     | [ 92 ]          |
| Доминикана                              | 6.652       | 293       | 1.228     | [ 93 ]          |
| Панама                                  | 6.378       | 178       | 527       | [ 94 ]          |
| Колумбија                               | 6.207       | 278       | 1.411     | [ 95 ]          |
| Малезија                                | 5.945       | 100       | 4.087     | [ 96 ]          |
| ЈАР                                     | 5.350       | 103       | 2.073     | [ 97 ]          |
| Египат                                  | 5.286       | 380       | 1.335     | [ 98 ]          |
| Финска                                  | 4.906       | 206       | 2.800     | [ 99 ]          |
| Мароко                                  | 4.321       | 168       | 928       | [ 100 ] [ 101 ] |
| Аргентина                               | 4.272       | 214       | 1.181     | [ 102 ]         |
| Алжир                                   | 3.848       | 444       | 1.702     | [ 103 ] [ 104 ] |
| Молдавија                               | 3.771       | 111       | 1.114     | [ 105 ]         |
| Луксембург                              | 3.769       | 89        | 3.134     | [ 106 ]         |
| Кувајт                                  | 3.740       | 24        | 1.389     | [ 107 ] [ 108 ] |
| Казахстан                               | 3.138       | 25        | 819       | [ 109 ]         |
| Тајланд                                 | 2.947       | 54        | 2.665     | [ 110 ]         |
| Бахреин                                 | 2.921       | 8         | 1.455     | [ 111 ]         |
| Мађарска                                | 2.727       | 300       | 536       | [ 112 ]         |
| Грчка                                   | 2.576       | 139       | 577       | [ 113 ] [ 114 ] |
| Оман                                    | 2.274       | 10        | 364       | [ 115 ]         |
| Хрватска                                | 2.062       | 67        | 1.288     | [ 116 ]         |
| Ирак                                    | 2.003       | 92        | 1.346     | [ 117 ]         |
| Узбекистан                              | 2.002       | 9         | 1.096     | [ 118 ]         |
| Авганистан                              | 1.939       | 60        | 252       | [ 119 ]         |
| Јерменија                               | 1.932       | 30        | 900       | [ 120 ]         |
| Камерун                                 | 1.832       | 61        | 934       | [ 121 ]         |
| Исланд                                  | 1.797       | 10        | 1.656     | [ 122 ]         |
| Азербејџан                              | 1.766       | 23        | 1.267     | [ 123 ]         |
| Нигерија                                | 1.728       | 51        | 307       | [ 124 ]         |
| Босна и Херцеговина                     | 1.677       | 65        | 710       | [ 125 ]         |
| Гана                                    | 1.671       | 16        | 188       | [ 126 ]         |
| Естонија                                | 1.666       | 50        | 240       | [ 127 ]         |
| Куба                                    | 1.467       | 58        | 617       | [ 128 ]         |
| Бугарска                                | 1.447       | 64        | 243       | [ 129 ]         |
| Северна Македонија                      | 1.442       | 73        | 627       | [ 130 ] [ 131 ] |
| Порторико                               | 1.433       | 86        | —         | [ 132 ] [ 38 ]  |
| Словенија                               | 1.418       | 89        | 230       | [ 133 ] [ 134 ] |
| Словачка                                | 1.391       | 22        | 484       | [ 135 ]         |
| Литванија                               | 1.375       | 45        | 563       | [ 136 ]         |
| Гвинеја                                 | 1.351       | 7         | 313       | [ 137 ]         |
| Обала Слоноваче                         | 1.238       | 14        | 557       | [ 138 ] [ 139 ] |
| Нови Зеланд                             | 1.129       | 19        | 1.241     | [ 140 ]         |
| Шарл де Гол                             | 1.081       | 0         | 0         | [ 141 ]         |
| Џибути                                  | 1.077       | 2         | 599       | [ 142 ]         |
| Боливија                                | 1.053       | 55        | 110       | [ 143 ]         |
| Хонгконг                                | 1.038       | 4         | 830       | [ 144 ]         |
| Тунис                                   | 980         | 40        | 294       | [ 145 ]         |
| УСС Теодор Рузвелт                      | 969         | 1         | 29        | [ 146 ]         |
| Сенегал                                 | 882         | 9         | 315       | [ 147 ]         |
| Летонија                                | 849         | 15        | 348       | [ 40 ] [ 148 ]  |
| Кипар                                   | 843         | 15        | 148       | [ 149 ]         |
| Република Косово                        | 799         | 22        | 249       | [ 150 ]         |
| Албанија                                | 766         | 30        | 455       | [ 151 ]         |
| Андора                                  | 743         | 42        | 423       | [ 152 ]         |
| Хондурас                                | 738         | 66        | 73        | [ 153 ]         |
| Киргистан                               | 729         | 8         | 437       | [ 154 ]         |
| Либан                                   | 721         | 24        | 150       | [ 155 ]         |
| Нигер                                   | 713         | 32        | 435       | [ 156 ]         |
| Дајамонд принцес                        | 712         | 13        | 651       | [ 75 ] [ 157 ]  |
| Костарика                               | 713         | 6         | 323       | [ 158 ]         |
| Шри Ланка                               | 649         | 7         | 136       | [ 159 ]         |
| Буркина Фасо                            | 641         | 43        | 498       | [ 160 ]         |
| Уругвај                                 | 625         | 15        | 394       | [ 161 ]         |
| Сомалија                                | 582         | 28        | 20        | [ 162 ]         |
| Сан Марино                              | 563         | 41        | 69        | [ 163 ]         |
| Гватемала                               | 557         | 16        | 62        | [ 164 ]         |
| Грузија                                 | 517         | 6         | 178       | [ 165 ]         |
| Палестина                               | 507         | 2         | 70        | [ 166 ]         |
| ДР Конго                                | 491         | 30        | 59        | [ 167 ]         |
| Мали                                    | 482         | 25        | 129       | [ 168 ]         |
| Танзанија                               | 480         | 16        | 167       | [ 169 ]         |
| Малта                                   | 463         | 4         | 339       | [ 170 ] [ 171 ] |
| Јордан                                  | 451         | 8         | 356       | [ 172 ]         |
| Република Кина                          | 429         | 6         | 311       | [ 173 ]         |
| Кенија                                  | 384         | 15        | 129       | [ 174 ]         |
| Јамајка                                 | 381         | 7         | 29        | [ 175 ]         |
| Салвадор                                | 377         | 9         | 106       | [ 176 ]         |
| Судан                                   | 375         | 28        | 32        | [ 177 ]         |
| Маурицијус                              | 332         | 10        | 306       | [ 178 ]         |
| Венецуела                               | 331         | 10        | 142       | [ 179 ]         |
| Црна Гора                               | 322         | 7         | 203       | [ 180 ]         |
| Екваторијална Гвинеја                   | 315         | 1         | 9         | [ 181 ]         |
| Острво Мен                              | 313         | 21        | 258       | [ 182 ]         |
| Џерзи                                   | 284         | 20        | 185       | [ 183 ]         |
| Малдиви                                 | 278         | 0         | 17        | [ 184 ] [ 185 ] |
| Габон                                   | 276         | 3         | 67        | [ 186 ]         |
| Вијетнам                                | 270         | 0         | 222       | [ 187 ]         |
| Гернзи                                  | 247         | 13        | 191       | [ 188 ]         |
| Парагвај                                | 239         | 9         | 102       | [ 189 ]         |
| Руанда                                  | 225         | 0         | 98        | [ 190 ] [ 191 ] |
| Конго                                   | 220         | 9         | 19        | [ 192 ]         |
| Гвинеја Бисао                           | 205         | 1         | 19        | [ 193 ]         |
| Фарска Острва                           | 187         | 0         | 181       | [ 194 ]         |
| Мјанмар                                 | 150         | 6         | 27        | [ 195 ]         |
| Коста Атлантика                         | 148         | 0         | 0         | [ 196 ]         |
| Гибралтар                               | 141         | 0         | 131       | [ 197 ]         |
| Либерија                                | 141         | 16        | 45        | [ 198 ] [ 199 ] |
| Гвам                                    | 141         | 5         | 128       | [ 38 ] [ 200 ]  |
| Брунеј                                  | 138         | 1         | 124       | [ 201 ] [ 202 ] |
| Етиопија                                | 130         | 3         | 58        | [ 203 ]         |
| Грег Мортимер                           | 128         | 0         | —         | [ 204 ]         |
| Мадагаскар                              | 128         | 0         | 75        | [ 205 ]         |
| Камбоџа                                 | 122         | 0         | 119       | [ 206 ]         |
| Тринидад и Тобаго                       | 116         | 8         | 71        | [ 207 ]         |
| Зеленортска Острва                      | 113         | 1         | 2         | [ 208 ]         |
| Бермуди                                 | 111         | 6         | 48        | [ 209 ]         |
| Того                                    | 109         | 7         | 64        | [ 210 ]         |
| ТР Северни Кипар                        | 108         | 3         | 52        | [ 211 ]         |
| Сијера Леоне                            | 104         | 4         | 12        | [ 212 ]         |
| Аруба                                   | 100         | 2         | 73        | [ 213 ]         |
| Замбија                                 | 97          | 3         | 54        | [ 214 ]         |
| Монако                                  | 95          | 4         | 58        | [ 215 ]         |
| Есватини                                | 91          | 1         | 10        | [ 216 ]         |
| Лихтенштајн                             | 82          | 1         | 55        | [ 217 ] [ 218 ] |
| Уганда                                  | 81          | 0         | 52        | [ 219 ] [ 220 ] |
| Бахами                                  | 80          | 11        | 23        | [ 221 ]         |
| Барбадос                                | 80          | 7         | 39        | [ 222 ]         |
| Хаити                                   | 76          | 6         | 8         | [ 223 ]         |
| Мозамбик                                | 76          | 0         | 9         | [ 224 ]         |
| Гвајана                                 | 75          | 8         | 15        | [ 225 ]         |
| Свети Мартин (Х)                        | 75          | 13        | 33        | [ 226 ]         |
| Кајманска Острва                        | 73          | 1         | 10        | [ 227 ]         |
| Доњецка НР                              | 67          | 1         | 2         | [ 228 ]         |
| Бенин                                   | 64          | 1         | 33        | [ 229 ]         |
| УСС Кид                                 | 64          | 0         | 0         | [ 146 ]         |
| Либија                                  | 61          | 2         | 18        | [ 230 ]         |
| Француска Полинезија                    | 57          | 0         | 43        | [ 231 ]         |
| Непал                                   | 57          | 0         | 16        | [ 232 ] [ 233 ] |
| Америчка ДО                             | 57          | 4         | 51        | [ 234 ]         |
| Чад                                     | 52          | 2         | 19        | [ 235 ]         |
| ЦАР                                     | 50          | 0         | 10        | [ 236 ]         |
| Луганска НР                             | 48          | 0         | 7         | [ 237 ]         |
| Макао                                   | 45          | 0         | 33        | [ 238 ]         |
| Сирија                                  | 43          | 3         | 21        | [ 239 ]         |
| Еритреја                                | 39          | 0         | 19        | [ 240 ]         |
| Монголија                               | 38          | 0         | 9         | [ 241 ]         |
| Малави                                  | 36          | 3         | 7         | [ 242 ]         |
| Јужни Судан                             | 34          | 0         | 0         | [ 243 ]         |
| Зимбабве                                | 32          | 4         | 5         | [ 244 ] [ 245 ] |
| Ангола                                  | 27          | 2         | 6         | [ 246 ]         |
| Источни Тимор                           | 24          | 0         | 2         | [ 247 ]         |
| Антигва и Барбуда                       | 23          | 3         | 3         | [ 248 ]         |
| Боцвана                                 | 23          | 1         | 5         | [ 249 ] [ 250 ] |
| Гренада                                 | 19          | 0         | 10        | [ 251 ]         |
| Лаос                                    | 19          | 0         | 4         | [ 252 ]         |
| Белизе                                  | 18          | 2         | 5         | [ 253 ]         |
| Фиџи                                    | 18          | 0         | 12        | [ 254 ]         |
| Нова Каледонија                         | 18          | 0         | 17        | [ 255 ]         |
| Света Луција                            | 17          | 0         | 15        | [ 256 ]         |
| Курасао                                 | 16          | 1         | 12        | [ 257 ]         |
| Доминика                                | 16          | 0         | 13        | [ 258 ]         |
| Намибија                                | 16          | 0         | 8         | [ 259 ] [ 260 ] |
| Свети ВиГ                               | 16          | 0         | 8         | [ 261 ] [ 262 ] |
| Сент Китс и Невис                       | 15          | 0         | 6         | [ 263 ]         |
| Никарагва                               | 14          | 4         | 7         | [ 40 ] [ 264 ]  |
| Сев. Маријан. Острва                    | 14          | 2         | 11        | [ 265 ]         |
| Фолкландска Острва                      | 13          | 0         | 11        | [ 266 ]         |
| МС Зандам                               | 13          | 4         | —         | [ 267 ] [ 268 ] |
| Корал принцес                           | 12          | 2         | —         | [ 269 ]         |
| Теркс и Кејкос                          | 12          | 1         | 5         | [ 270 ]         |
| Оландска Острва                         | 11          | 0         | 0         | [ 271 ]         |
| Бурунди                                 | 11          | 1         | 4         | [ 272 ]         |
| Гренланд                                | 11          | 0         | 11        | [ 273 ]         |
| Монтсерат                               | 11          | 0         | 2         | [ 274 ]         |
| Сао Томе и Принсипе                     | 11          | 0         | 4         | [ 275 ]         |
| Сејшели                                 | 11          | 0         | 7         | [ 276 ]         |
| Гамбија                                 | 10          | 1         | 8         | [ 277 ]         |
| Суринам                                 | 10          | 1         | 8         | [ 278 ]         |
| Ватикан                                 | 10          | 0         | 2         | [ 279 ]         |
| ХНМЛС Долфијн                           | 8           | 0         | —         | [ 280 ]         |
| Мауританија                             | 8           | 1         | 6         | [ 281 ]         |
| Папуа Нова Гвинеја                      | 8           | 0         | 0         | [ 282 ]         |
| Република Арцах                         | 7           | 0         | 0         | [ 283 ]         |
| Бутан                                   | 7           | 0         | 5         | [ 284 ]         |
| Британска ДО                            | 6           | 1         | 3         | [ 285 ]         |
| Сомалиленд                              | 6           | 0         | 1         | [ 286 ]         |
| Јемен                                   | 6           | 0         | 1         | [ 287 ]         |
| Абхазија                                | 3           | 0         | 2         | [ 288 ] [ 289 ] |
| Ангвила                                 | 3           | 0         | 3         | [ 290 ]         |
| Бонер                                   | 2           | 0         | 2         | [ 291 ]         |
| Саба                                    | 2           | 0         | 0         | [ 292 ]         |
| Свети Еустахије                         | 2           | 0         | 1         | [ 293 ]         |
| Сен Пјер и Микелон                      | 1           | 0         | 0         | [ 294 ]         |
| Ажурирано: 30. април 2020. (~5.14 CEST) |             |           |           |                 |
| Напомене - 1. 2. 3.                     |             |           |           |                 |

### Пропагација у Европи
Према статистикама Еуростата Кина је једанаеста дестинација европских држављана.

#### Шпанија
Дана 31. јануара, шпанско министарство здравља потврдило је појаву првог случаја контаминације. Ради се о немачком туристу који је био на одмору заједно са пет људи.

#### Италија
Дана 30. јануара, Италија извештава да су на њеној територији два случаја оболелих од вируса, двојица кинеских туриста који су очигледно прво стигли у Милано, а затим отишли у Рим када су се појавили први симптоми болести. Влада је прогласила ванредно стање на шест месеци и обуставила летове до Кине и из ње.

#### Уједињено Краљевство
Дана 31. јануара, у Енглеској су потврђена прва два случаја. Оба су били чланови породица кинеских држављана, а одседали су у хотелу у Јорку и потом одведени у специјализована одељења у Њукаслу на Тајну.

#### Немачка
Први случај је забележен 28. јануара у Баварској. Ради се о 33-годишњем продавачу аутомобила којег је заразио колега повратком из Кине. Почетком фебруара сви Немци који су боравили у Кини свраћени су у домовину.

#### Француска
Дана 4. јануара, француска министарка здравља Агнес Бузин најављује прва три случаја у Француској. Они су уједно и прва три европска случаја. 28. јануара откривен је и четврти случај који је описан као опасан. Ради се о 80-годишњем туристи који долази из карантиране зоне.

#### Турска
Први случај вируса корона у Турској потврђен је 11. марта 2020. године. Реч је о мушком турском држављанину.
Када је Турска потврдила први случај, у Европи једино још Црна Гора као држава и Косово као делимично призната држава односно Косово и Метохија као спорна територија у Србији нису имали ниједан потврђен случај вируса корона.

#### Белгија
Први случај у Белгији је потврђен 4. фебруара. Пацијент, асимптоматични 54-годишњак, био је један од девет Белгијанаца који су се из Кине вратили су своју земљу; сви су стављени у карантин у болници Сен-Пјер у Бриселу.

#### Холандија
Први случај у Холандији потврђен је 27. фебруара. У питању је био човек који је боравио у италијанском региону Ломбардија.

#### Швајцарска
Први случај вируса корона у Швајцарској потврђен је 25. фебруара 2020. године. У питању је 70-годишњак из кантона Тичино.

#### Португалија
Прва два случаја вируса корона у Португалији потврђена су 2. марта 2020. године. У питању је лекар која се вратио са одмора у Северној Италији, а други је радник у Шпанији.

#### Шведска
Први случај вируса корона у Шведској потврђен је 31. јануара 2020. године. У питању је жена која је боравила у Вухану.

#### Ирска
Први случај вируса корона је потврђен 29. фебруара 2020. Реч је о мушкарцу који живи у источном делу земље и који је допутовао из Италије.

#### Аустрија
Прва два случаја вируса корона у Аустрији потврђена су 25. фебруара 2020. године. Реч је од два Италијана у Тиролу.

#### Белорусија
Први случај вируса корона у Белорусији се десио 28. фебруара 2020. Заражен је студент из Ирана.

#### Пољска
Први случај заразе корона вирусом у Пољској забележен је 4. марта 2020. У питању је мушка особа, која је допутовала из Шведске и Немачке.

#### Румунија
Први случај вируса корона у Румунији је забележен 27. фебруара 2020. Особа је била у контакту са држављанином Италије.

#### Украјина
Први случај вируса корона у Украјини је потврђен 3. марта 2020. У питању је мушкарац који је у Украјину дошао из Италије преко Румуније.

#### Данска
Први случај вируса короне у Данској потврђен је 27. фебруара 2020. Заражен је мушкарац који се вратио са скијања из италијанске регије Ломбардија.

##### Фарска Острва
Први случај заразе вирусом корона на Фарским Острвима забележен је 4. марта 2020. У питању је мушкарац који се вратио из Француске, прецизније са конференције из Париза.

#### Србија
Први случај вируса корона у Србији потврђен је 6. марта 2020. године. Реч је о 43-годишњаку који је више пута био у Будимпешти.

#### Косово и Метохија
Прва два случаја су потврђена су 13. марта. То су били 77-годишњак из Витине и Италијанка у раним 20-им која је у Клини радила са организацијом Каритас Косова.

#### Норвешка
Први случај вируса корона у Норвешкој потврђен је 27. фебруара 2020. године. Реч је о жени из Тромса.

#### Чешка
Први случај вируса корона у Чешкој је пријављен 1. марта 2020. Заражен је мушкарац који се вратио из Италије са конференције из Удинезеа.

#### Финска
Први случај вируса корона у Финској је потврђен 28. јануара 2020. У питању је жена из кинеског града Вухана.

#### Молдавија
Први случај вируса корона у Молдавији је потврђен 7. марта 2020. У питању је жена која је допутовала из Италије.

#### Луксембург
Први случај вируса корона у Луксембургу је потврђен 1. марта 2020. У питању је пацијент који је боравио у Италији.

#### Мађарска
Први случај вируса корона у Мађарској потврђен је 4. марта 2020. године. У питању су два студента из Ирана.

#### Грчка
Први случај у Грчкој је потврђен 26. фебруара. У питању је била 38-годишњакиња из Тесалоникија која је нетом пре тога боравила у северној Италији.

#### Хрватска
Први случај вируса корона у Хрватској потврђен је 25. фебруара 2020. године.

#### Исланд
Први случај заразе вирусом корона на Исланду се десио 28. фебруара 2020. У питању је мушкарац који је био на скијашком путу у Италији у Андалу.

#### Босна и Херцеговина
Први случај вируса корона у Босни и Херцеговини потврђен је 5. марта 2020. године.

#### Естонија
Први случај вируса корона у Естонији забележен је 27. фебруара 2020. Ради се о иранском држављанину који се претходног дана вратио из матичне земље.

#### Бугарска
Први случај вируса корона у Бугарској потврђен је 8. марта 2020. године. У питању је 27-годишњак из Плевена и 75-годишњакиња из Габрова.

#### Северна Македонија
Први случај вируса корона у Северној Македонији потврђен је 26. фебруара 2020. године.

#### Словенија
Први случај вируса корона у Словенији потврђен је 4. марта 2020. године. Пацијент је допутовао из Марока преко Италије.

#### Словачка
Први случај вируса корона у Словачкој потврђен је 6. марта 2020. Реч је о особи која је допутовала из Венеције.

#### Литванија
Први случај вируса корона у Литванији се десио 28. фебруара 2020. Заражена је жена која се вратила у Литванију из италијанског града Верона.

#### Летонија
Први случај вируса корона у Летонији потврђен је 2. марта 2020. Заражена је жена која је летела из Минхена у Ригу.

#### Кипар
Прва два случаја пријављена су на Кипру 9. марта 2020. У питању су два мушкарца један је допутовао из италијанског града Милана, а други је здравствени радник из Никозије који се недавно вратио из Велике Британије.

##### Северни Кипар
Први случај вируса корона на Северном Кипру забележен је 10. марта 2020. У питању је мушкарац, туриста који је био у Немачкој.

#### Албанија
Прва два случаја Албанија је потврдила 8. марта. То су били отац и син који су допутовали из Фиренце.

#### Андора
Први случај заразе вирусом корона у Андори се десио 2. марта 2020. У питању је младић који се вратио из италијанског града Милана.

#### Сан Марино
Први случај који је забележен у Сан Марину потврђен је 27. фебруара 2020. У питању је мушкарац који дошао из Италије.

#### Малта
Први случај вируса корона на Малти потврђен је 7. марта 2020. У питању је 12-годишња девојчица која се вратила из Италије.

#### Црна Гора
Прва два случаја вируса корона у Црној Гори потврђена су 17. марта 2020. У питању су две женске особе; једна жена је боравила у САД, а друга у Шпанији.

#### Монако
Први случај вируса корона у Монаку забележен је 29. фебруара 2020. У питању је мушкарац.

#### Лихтенштајн
Први случај вируса корона у Лихтенштајну се јавио 3. марта 2020. У питању је младић који је био у контакту са особом из Швајцарске.

#### Ватикан
Први случај вируса корона у Ватикану потврђен је 5. марта 2020. Случај је потврђен у малој здравственој клиници у којој је био пацијент.

## Међународне реакције

### Позиција Светске здравствене организације
Дана 30. јануара Светска здравствена организација проглашава јавну здравствену претњу од међународног значаја али не препоручује ограничавање међународног путовања и трговине, што је обрнуто од већине одлуке владе. Велики страх СЗО-а је да би ова епидемија могла достићи земље чији здравствени систем не би био у стању да управља таквом здравственом кризом.

## Економски утицај
Епидемија би могла имати значајан, али краткотрајни утицај на Кину. Пад цена нафте једна је од последица успоравања кинеске економије, повезаног са вирусом корона.